# Marshmallow

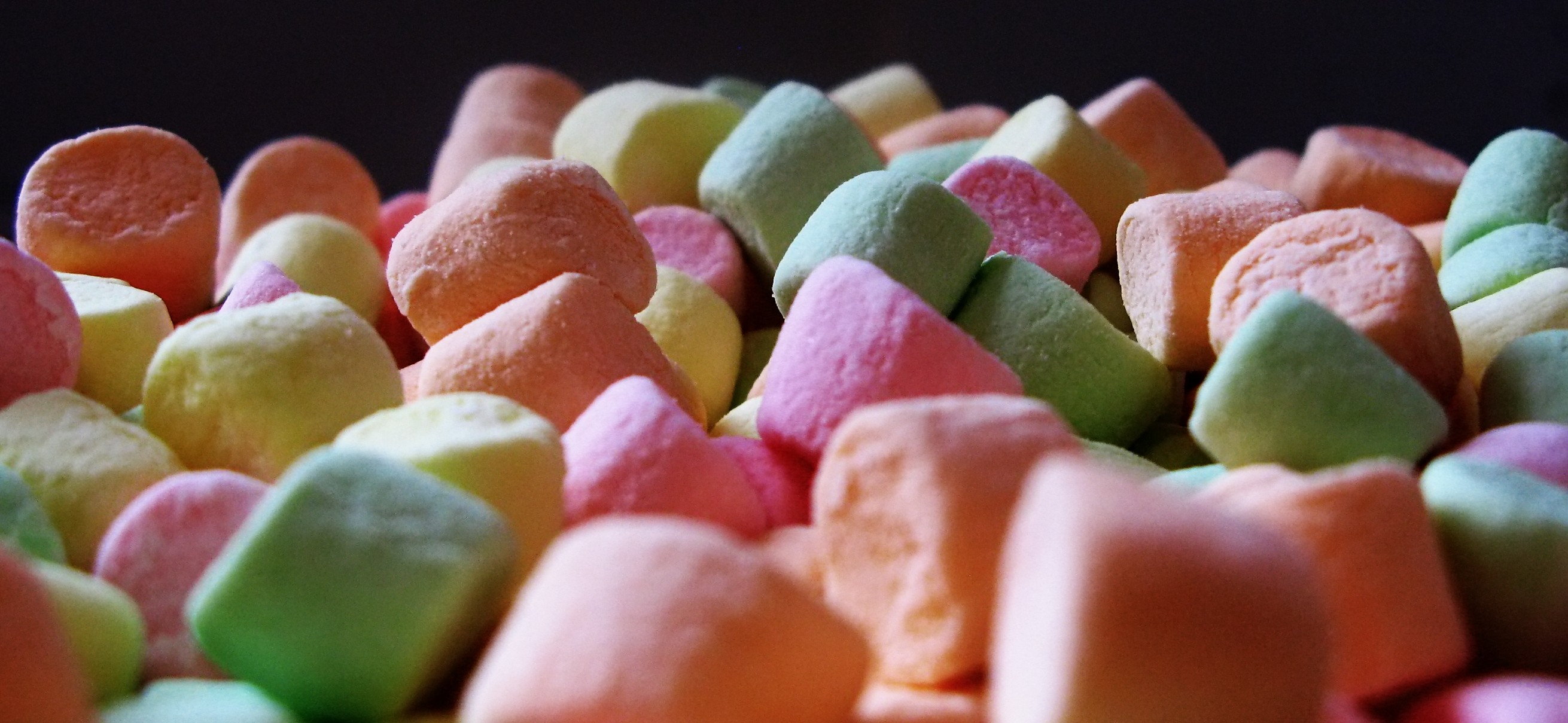
Různobarevné marshmallows

Marshmallow (/máršmelou/), česky hovorově maršmeloun nebo žužu, je cukrovinka. Její jméno pochází z anglického názvu pro proskurník lékařský (Althaea officinalis). První marshmallowy pocházejí ze starověkého Egypta, kde byly nejprve vyráběny jako ochucené medové bonbony zahuštěné rostlinnou šťávou z proskurníku.

## Složení
Marshmallow se skládá z cukru, kukuřičného sirupu, vody, želatiny rozmělněné v horké vodě, dextrozy a příchutě, případně potravinářského barviva. Směs houbovité konzistence se tvaruje, typicky do menšího válečku. Existuje i léčebná verze marshmallow s přídavkem proskurníku lékařského (Althaea officinalis).
V Severní Americe, Velké Británii a v Austrálii je zvykem si marshmallows opékat nad táborovým ohněm, podobně jako buřty či špekáčky. Mohou se také dávat do kakaa.

## Zajímavost
Hovorového výrazu „maršmeloun“ začali Pražané používat pro plánovanou bělorůžovou novostavbu v ulici U Milosrdných vedle Anežského kláštera v centru města. V roce 2018 byla po kritice oznámena změna koncepce stavby.

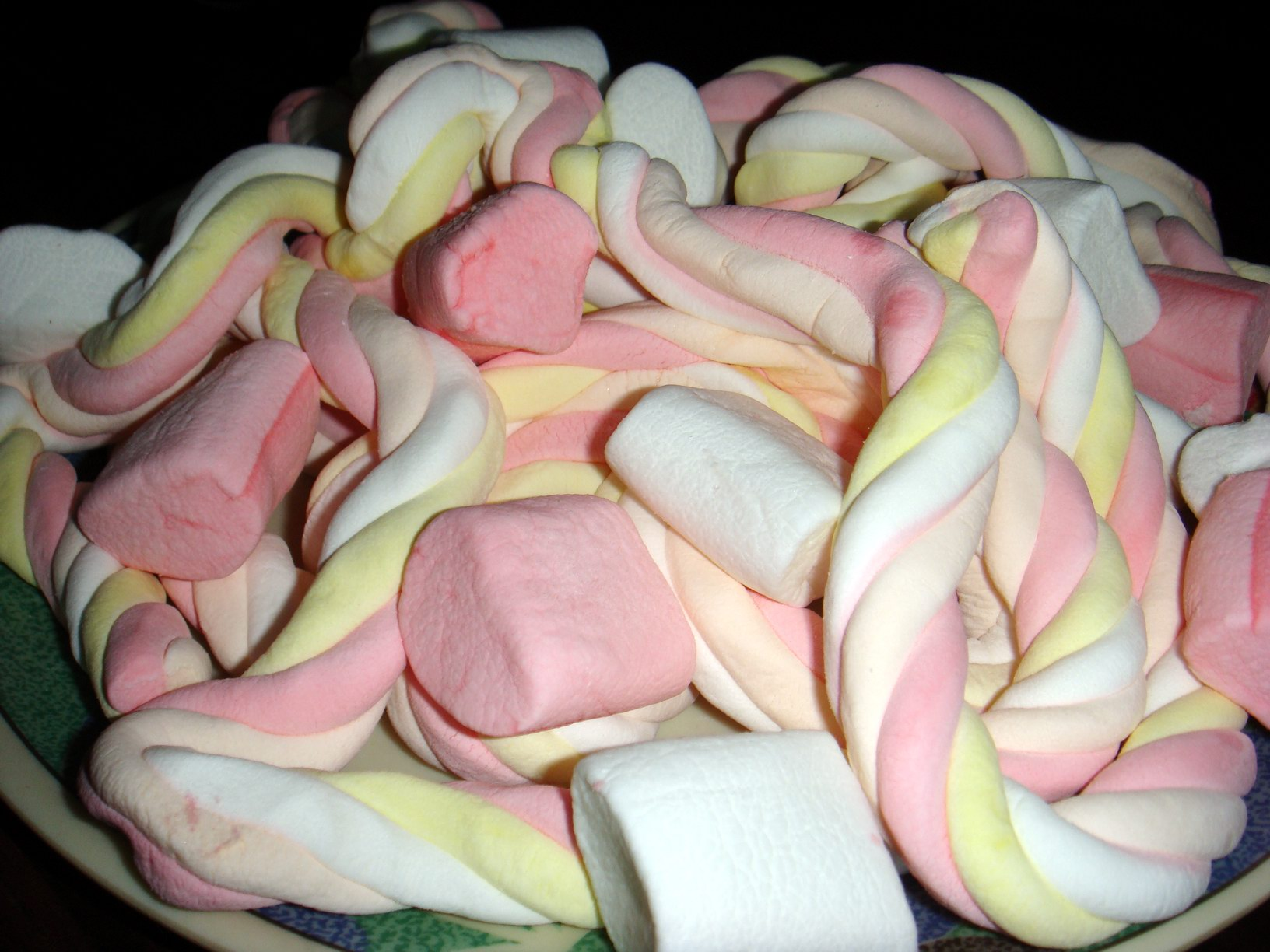
Marshmallow všech barev, tvarů a druhů